# Rimbachzell
Rimbachzell é uma comuna francesa na região administrativa de Grande Leste, no departamento Alto Reno. Estende-se por uma área de 1,8 km². Em 2010 a comuna tinha 195 habitantes (densidade: 108,3 hab./km²).